# Pervan Donji
Pervan Donji är en ort i Bosnien och Hercegovina.   Den ligger i entiteten Republika Srpska, i den nordvästra delen av landet, 150 km nordväst om huvudstaden Sarajevo. Pervan Donji ligger 369 meter över havet och antalet invånare är 301.
Terrängen runt Pervan Donji är kuperad åt sydväst, men åt nordost är den platt. Terrängen runt Pervan Donji sluttar norrut. Runt Pervan Donji är det ganska tätbefolkat, med 67 invånare per kvadratkilometer.. Närmaste större samhälle är Banja Luka, 16,0 km öster om Pervan Donji.
Omgivningarna runt Pervan Donji är en mosaik av jordbruksmark och naturlig växtlighet.